# Songbei (köping i Kina)
Songbei (kinesiska: 松北, 松北镇) är en köping i Kina. Den ligger i provinsen Heilongjiang, i den nordöstra delen av landet, nära eller i provinshuvudstaden Harbin.
Genomsnittlig årsnederbörd är 721 millimeter. Den regnigaste månaden är juli, med i genomsnitt 169 mm nederbörd, och den torraste är januari, med 6 mm nederbörd.